# ONFJ M
Der dieselelektrische Triebwagen ONFJ M wurde von der Odense–Nørre Broby–Faaborg Jernbane (ONFJ – Brobybanen) für den Betrieb auf der 1906 eröffneten dänischen Privatbahnstrecke Odense–Nørre Broby–Fåborg beschafft.

## ONFJ M / ONFJ MD 12
Für den Personenverkehr auf der Strecke zwischen Odense und Faaborg über Nørre Broby beschaffte die Gesellschaft zur Einsparung von lokomotivgeführten Zügen 1932 einen sechsachsigen Triebwagen mit drei Drehgestellen. Lieferant war die dänische Lokomotivfabrik  Triangel in Odense, das Fahrzeug hatte die Fabriknummer 1357. Ab 1936 wurde der Triebwagen als ONFJ MD 12 bezeichnet.

## Technische Ausstattung
Der Wagenkasten des Triebwagens wurde von Scandia A/S in Randers zugeliefert. Die elektrische Ausrüstung kam von Thrige. Während das vordere und hintere Laufdrehgestell antriebslos waren, enthielt das in Wagenmitte liegende Triebdrehgestell die komplette Antriebstechnik des Fahrzeuges.

## DSB MDF 495
Der Bau der Strecke Odense–Nørre Broby–Fåborg erfolgte durch Sydfyenske Jernbaner (SFJ), die diese nach der Fertigstellung pachtete. Sie übernahm die Betriebsführung, dadurch wurden die Fahrzeuge der Brobybane durch die SFJ unterhalten und eingesetzt.
Durch die Übernahme der Sydfyenske Jernbaner am 1. April 1949 durch Danske Statsbaner (DSB) wurden die ONFJ-Fahrzeuge zur Verwendung an die Staatsbahnen übertragen. Allerdings blieb der Triebwagen im Besitz der ONFJ und wurden nicht Eigentum der Staatsbahnen. Er erhielt die Baureihenbezeichnung MDF und die Betriebsnummer 495.
Er war von 1951 bis 1953 in Odense Syd beheimatet. Danach war er zwei Jahre bis 1955 in der Zentralwerkstatt Aarhus abgestellt und wurde 1957 ausgemustert.